# 開山撫番
開山撫番，意指清廷自1874年牡丹社事件之後，在清治台灣之周邊地區推行的政策，內容包含積極進入臺灣後山（含括今中部山區、東部的花蓮縣與台東縣，以及屏東枋寮以南的地區）和討伐並招撫當地高山原住民政權（清作「生番」，平埔原住民作「熟番」），由臺灣海防欽差大臣沈葆禎首開其端，後由臺灣巡撫劉銘傳延續。:98-100

## 政策內容

### 開山
沈葆楨欽差期間，除奏請增設臺北府，以平衡南北地位的失調外，也亟思改善臺灣前山、後山的地形阻隔、交通困難的問題。他認為開山、撫番須同時進行，並要積極開發後山地區，以免為外人所佔。因此他急於打通前後山聯絡通道，分北路、中路、南路同時進行；北路由噶瑪蘭廳蘇澳至花蓮奇萊，共計205里、中路由彰化林圮埔至花蓮璞石閣，共計265里、南路由屏東射寮至台東卑南，共計214里，而中路即是三路中至今僅存，被列為國定古蹟的八通關古道。

### 撫番
沈葆楨增加行政區域，以入侵台灣原住民領域（生番），將埔里地區單獨設立埔裏社廳，改「北路撫民理番同知」為「中路撫民理番同知」，移駐埔里。另在後山地區設置卑南廳，移「南路撫民理番同知」駐守。所謂的“撫番”即是有計畫強取各項資源以及加速推動“生番”漢化作業。其所擬定的計畫包括選土目、查番戶、定番業、通番言、禁仇殺、設番學、修道路、易冠服等。他在計劃開山深入山地之時，道路所經之處，隨時隨地招撫當地“番社”，強迫使其接受漢化，脅迫其放棄以武力抗爭（出草）來守護領域，若有不服招撫而抵抗者，便以強大武力征服、侵略和摧毀部落，致原住民反彈激烈；其間先後發生誘殺阿美族菁英的大港口事件、與消滅撒奇萊雅族及噶瑪蘭族的加禮宛戰役等屠殺事件，又凌遲處死赴營請降的族長古穆·巴力克（Komod Pazik）、並當眾慘殺其夫人伊婕·卡娜蕭（Icep Kanasaw），花東二族在抵抗清軍的持續入侵中幾近滅絕。

### 廢除渡臺禁令
沈葆楨認為若要徹底落實「開山撫番」工作，並增墾平地與利用各項資源，則必須將過去限制漢人攜眷入島、禁止漢人偷渡的渡臺禁令以及禁止漢人進入山地、禁止漢人娶原住民女子為妻等禁令加以解除，藉以引進多數漢人來加速推進及鞏固其政策目標，因此沈葆楨於1875年2月奏准解除對台灣的一切禁令。

## 擴大撫番
1884年至1885年清法戰爭期間法軍入侵台灣，清廷警覺台灣在海防的重要性。1885年台灣建省，劉銘傳為台灣巡撫，以防務、軍政、清賦、撫番四項為新政。由於經費短絀，故新政以擴大「撫番」以掠奪山林資源以及樟腦利益獨佔為首要，招民移墾開發森林資源，建立在掠奪臺灣原住民族領土和征服之上。著手漢化原住民的工作，於台北設番學堂，贈與衣食、教算術、漢文、官話、臺語及漢人生活模式。
劉銘傳與地方巨商，為掠奪山林資源、壟斷樟腦獨佔利益（劉銘傳在奏摺中自稱為「伐木裕餉」），由地方巨商向政府官員捐輸買官、提供民勇人丁，官員發動戰爭劫掠搶取更深山原住民族群的土地，租給地方巨商招募民工腦丁入墾山林，所得再租稅裕餉，如此循環，自1886年起七年間持續發動一連串大嵙崁戰役以帝國優勢現代武力征伐今大溪、三峽、復興、烏來等地的泰雅部落，許多臺灣原住民部落不是被「破庄滅族」、「喪身滅社」，就是逃離原本的活動領域，往深山遷徙，然後將漢人移往臺灣原住民區域開墾，剝奪原住民生存空間，也導致原漢關係的緊張不斷。經過原住民的抵禦，大多部落仍未讓清軍輕易佔領，因此最終仍無法撼動臺灣山地原住民族之傳統政權。
臺東直隸州最後一任知州胡傳（胡適之父）曾對劉銘傳的“開山撫番”留下如此評語：
|  | 臺灣自議開山以來，十有八年矣。剿則無功；撫則罔效；墾則並無尺土寸地報請升科；防則徒為富紳土豪保護茶寮、田寮、腦寮，而不能禁兇番出草。每年虛糜防餉、撫墾費為數甚鉅。明明無絲毫之益，而覆轍相蹈，至再、至三、至四，不悟、不悔；豈非咄咄怪事哉！ |

## 閱讀
- 《巡臺退思錄 （页面存档备份，存于）》
- 晚清臺灣開山撫番事業新探：兼論十九世紀臺灣史的延續與轉型 （页面存档备份，存于）
- 晚清「開山撫番」下的山區開發與地方社會─以竹塹地區的「金廣成」墾號為例
- 《福爾摩沙大旅行 （页面存档备份，存于）》